# Tonny Trindade de Vilhena
Tonny Emílio Trindade de Vilhena (Maassluis, 3 de janeiro de 1995) é um futebolista neerlandês que atua como meio-campista. Atualmente, joga no Alanyaspor, emprestado pelo Panathinaikos.

## Carreira
Vilhena é um produto do Feyenoord, chegou ao clube em 2003. Seu pai é angolano, enquanto sua mãe é neerlandesa. Depois de nove anos em categorias de base do clube, foi promovido a primeira equipe do Feyenoord em janeiro de 2012.
Estreou como profissional em 22 de janeiro de 2012, na derrota por 2–1 contra o VVV-Venlo. Em 25 de novembro de 2012, marcou seu primeiro gol como profissional na vitória por 2–0 sobre o AZ Alkmaar. Em 3 de fevereiro de 2013, na vitória por 3–1 contra o Willem II, Vilhena se tornou o jogador mais jovem a marcar dois gols em uma única partida pela Eredivisie, com a idade de 18 anos e 31 dias.
Em 21 de junho de 2016, renovou seu contrato com o Feyenoord até 2018.
Em 12 de julho de 2022, o Krasnodar anunciou que o Espanyol havia exercido a opção de compra de Vilhena, após um período de empréstimo ao clube espanhol.

## Seleção Neerlandesa
Vilhena ganhou o Campeonato Europeu Sub-17 de 2011 e também foi artilheiro do torneio com 3 gols. Ganhou o Campeonato Europeu Sub-17 de 2012, depois de marcar o quinto e último pênalti na disputa de pênaltis contra a Alemanha.
Em 5 de fevereiro de 2013, Vilhena marcou um gol em sua estreia com a seleção sub-21 na vitória por 3–2 sobre a Croácia.
Estreou pela seleção principal em 4 de junho de 2016, na vitória por 2–0 sobre a Áustria.

## Estatísticas
Atualizado até 2 de janeiro de 2017

### Clubes
| Equipe            | Temporada         | Campeonato nacional | Campeonato nacional | Copa nacional | Copa nacional | Competições continentais | Competições continentais | Outros torneios | Outros torneios | Total | Total |
| Equipe            | Temporada         | Jogos               | Gols                | Jogos         | Gols          | Jogos                    | Gols                     | Jogos           | Gols            | Jogos | Gols  |
| ----------------- | ----------------- | ------------------- | ------------------- | ------------- | ------------- | ------------------------ | ------------------------ | --------------- | --------------- | ----- | ----- |
| Feyenoord         | 2011–12           | 6                   | 0                   | –             | –             | –                        | –                        | –               | –               | 6     | 0     |
| Feyenoord         | 2012–13           | 27                  | 4                   | 3             | 0             | 1                        | 0                        | –               | –               | 31    | 4     |
| Feyenoord         | 2013–14           | 32                  | 6                   | 3             | 0             | 2                        | 0                        | –               | –               | 37    | 6     |
| Feyenoord         | 2014–15           | 21                  | 0                   | 1             | 0             | 9                        | 0                        | –               | –               | 31    | 0     |
| Feyenoord         | 2015–16           | 27                  | 5                   | 6             | 1             | –                        | –                        | –               | –               | 33    | 6     |
| Feyenoord         | 2016–17           | 29                  | 4                   | 2             | 0             | 5                        | 1                        | 1               | 0               | 37    | 5     |
| Feyenoord         | 2017–18           | 18                  | 5                   | 1             | 0             | 6                        | 0                        | 1               | 0               | 26    | 5     |
| Total na carreira | Total na carreira | 160                 | 24                  | 16            | 1             | 23                       | 1                        | 1               | 0               | 201   | 26    |

## Títulos
Feyenoord
- Eredivisie: 2016–17
- Copa dos Países Baixos: 2015–16, 2017–18
- Supercopa dos Países Baixos: 2017

Países Baixos
- Campeonato Europeu Sub-17: 2011, 2012

### Prêmios individuais
- Equipe do torneio do Campeonato Europeu Sub-17 2011
- Equipe do torneio do Campeonato Europeu Sub-17 2012

### Artilharias
- Campeonato Europeu Sub-17 de 2011 (3 gols)